# ヒジャーズ駅
ヒジャーズ駅（ヒジャーズえき、アラビア語: محطة الحجاز、英: Hejaz Railway Station）は、かつてシリア・アラブ共和国の首都ダマスカスにあった駅（廃駅）である。
当駅は、ダマスカス市街の中心部にあった主要駅であり、マルジェ広場の近くにあった。
当駅は、スペインの建築家であるフェルナンド・デ・アランダ (Fernando de Aranda) によって設計されている。
当駅は、ダマスカスの観光名所の一つであり、駅舎正面玄関横には、1908年製造のドイツ製蒸気機関車が静態保存されている。
当駅は、駅としては機能していないが、窓口で近郊列車の乗車券を販売している。
当駅には再開発計画があるが、全く不透明な状況である。